# Abdurrauf Fitrat
Abdurrauf Fitrat (parfois orthographié Abdulrauf Fitrat ou Abdurauf Fitrat, Uzbek : Abdurauf Fitrat / Абдурауф Фитрат ; 1886 - 4 octobre 1938) est un auteur, intellectuel et homme politique  ouzbek qui a participé à la destitution de l'émir Alim Khan. Il a apporté des contributions majeures à la littérature ouzbèke moderne avec des textes lyriques et en prose en persan, en turc et en chagataï tardif. Il est aussi  à l'origine de l'arrivée de l'Ouzbek comme langue nationale de Boukhara en 1921. À la fin des années 1920, Fitrat a aussi pris part aux efforts de latinisation de l'ouzbek et du tadjik. 
Lors de ses études à Istanbul au début des années 1910, il devient partisan de l'islam libéral. À son retour en Asie centrale, il est l'idéologue influent du mouvement jadid ouzbek. S'opposant à  l'émir du Boukharan, il se range du côté des communistes. Après la chute de l'émirat, en 1920, il accepte plusieurs postes au sein du gouvernement de la République Socialiste Soviétique du Boukharan, avant d'être contraint à l'exil pendant plus d'un an en Russie. Revenu à Boukhara, il se consacre à l'enseignement dans des collèges et des universités de ce qui était alors la République Socialiste Soviétique d'Ouzbékistan. Victime de la Grande Purge de Staline, il est arrêté en 1937 et exécuté en 1938. 
Après sa mort, son œuvre, interdite pendant plusieurs décennies n'est réhabilitée qu'à partir de 1956 et surtout de 1990. Elle a toutefois influencé les turcophones bien au-delà de la Transoxiane, et sa traduction en langues indiennes lui a permis une diffusion dans le sous-continent indien.

## Biographie

### Premières années à Boukhara
Abdurrauf Fitrat est né en 1886 à Boukhara.  Son père Abdurahimboy était un fervent musulman et un commerçant. Il quittera sa famille en direction de Margilan puis de Kashgar. C'est par sa mère, Mustafbibi, Nastarbibi ou Bibijon selon les sources, qu'Abdurrauf Fitrat acquiert son éducation littéraire : selon Edward A. Allworth (en), c'est elle qui le met en contact avec les œuvres de Abdul-Qādir Bedil (en), Fuzûlî et Mir Alicher Navoï. Après avoir reçu une éducation dans une école de type maktab, il aurait commencé ses études à la madrasa Mir-i Arab de Boukhara en 1899 et les aurait terminées en 1910. C'est durant ces études secondaires qu'il se familiarise avec la philosophie de la Grèce Antique.

### Istanbul
Vers 1909, les partisans du jadidisme de Boukhara et d'Istanbul mettent en place une organisation afin de permettre aux étudiants et aux enseignants ouzbek d'étudier dans la capitale de l'empire ottoman. Grâce à une subvention accordée par la "société secrète pour l'éducation des enfants" (Tarbiyayi atfol) qui était financée par des marchands, Fitrat peut se rendre à Istanbul. Il y est arrive au printemps 1910. Selon Sarfraz Khan de l'Université de Peshawar, le départ de Fitrat pour la Turquie serait une fuite devant les persécutions des autorités, après un conflit entre musulmans chiites et sunnites, dans sa ville natale, en janvier 1910.
Deux des trois livres qu'Abdurrauf Fitrat a publié pendant son séjour à Istanbul, le "Débat entre un professeur de Boukhara et un Européen" (Munozara, 1911) et les "Contes d'un voyageur indien" (Bayonoti sayyohi hindi), sont devenus très populaires en Asie Centrale.
Le déclenchement de la Première Guerre mondiale empêche Abdurauf Fitrat de terminer ses études à Istanbul et le contraint, comme beaucoup d'autres étudiants de Boukhara, à retourner prématurément en Transoxiane ,.

### La fin de l'émirat
De retour à Boukhara, il devient le leader de l'aile gauche du mouvement jadid local. Pendant son séjour à Istanbul, Alim Khan est monté sur le trône à la mort de son père. Les annonces de réformes sociopolitiques du nouvel émir ont amené Abdurauf Fitrat à exprimer, dans un premier temps, sa sympathie à son égard et à inciter les oulémas locaux à soutenir les initiatives de l'émir.
Selon Sadriddin Ayni, à cette époque, l'œuvre littéraire de Fitrat a révolutionné le milieu intellectuel de Boukhara. En 1915, dans son œuvre Oila (La Famille), il écrit sur la condition féminine au Turkestan puis rédige un manuel scolaire sur l'histoire de l'islam, destiné à être utilisé dans les écoles réformées, et un recueil de poèmes patriotiques. Dans Rohbari najot (" Le guide du salut ", 1916), il explique sa philosophie basée sur une approche libérale du Coran. Par la suite, ses liens avec le panturquisme se renforcent, et en 1917, il commence à utiliser principalement une langue turque puriste dans ses publications.
En 1918, des communistes, aidés par des jeunes jadidistes tentent de renverser l'émir. Cette tentative connue sous le nom de campagne de Kolesov Campagne de Fedor Kolesov (en)est un échec.  Pour éviter les représailles, Abdurrauf Fitrat part alors à Tachkent (qui faisait alors partie de la République socialiste soviétique autonome du Turkestan), où il travaille au consulat afghan et où il organise des cercles d'intellectuels nationalistes.
Pendant son exil, Fitrat devient membres du Parti communiste. En juin 1919, il a été élu au Comité central lors du premier congrès du parti. 
Sarfaz Khan suggère qu'en 1920, Fitrat prend conscience que ses idées de réforme ne seront pas acceptées dans l'émirat. C'est pourquoi il a commencé à soutenir l'idée que ce régime politique devait être remplacé par une république populaire. Avec ses camarades, il a organisé le Bureau du Turkestan du Parti des Jeunes Boukhariens sous la direction de Fayzulla Xoʻjayev, qui se mobilise contre l'émir de Boukhara. 

### Rôle éphémère dans le gouvernement de la RSS d'Ouzbékistan
En septembre 1920, l'émir de Boukhara est renversé par les Jeunes Boukhariens (mouvement jadidiste rallié au communisme) et l'Armée rouge dirigée par Mikhail Frunze. Abdurrauf Fitrat retourne à Boukhara en décembre 1920 et participe ensuite à la direction de l'État de la nouvelle République soviétique populaire de Boukhara, d'abord en tant que chef de l'autorité nationale du Waqf jusqu'en 1921, puis comme ministre des Affaires étrangères (1922), ministre de l'Éducation (1923), vice-président du Conseil du travail de la République soviétique populaire de Boukhara et momentanément comme ministre de l'Armée et des Finances (1922).
En mars 1921, il ordonne le changement de la langue d'enseignement du persan à l'ouzbek, qui est devient la langue officielle de Boukhara. L'année suivante, il envoie 70 étudiants en Allemagne afin qu'ils puissent enseigner à l'Université de Boukhara nouvellement fondée après leur retour. 
Après leur réunion avec les communistes, les Jeunes Boukhariens ont dominé la structure du pouvoir de la république populaire. Fitrat et ses compagnons d'opinion ont réussi à coexister avec les bolcheviks pendant un certain temps,  cependant un différend sur la présence des troupes russes vient compliquer la situation.[60]  Avec le chef du gouvernement, Fayzulla Xoʻjayev, il tente sans succès de s'allier avec la Turquie et l'Afghanistan pour assurer l'indépendance de Boukhara, face au grand frère soviétique.
Abdurrauf Fitrat et d'autres membres du gouvernement Xo'Javev, jugés bourgeois et anti-révolutionnaires sont évincés et expulsés à Moscou, le 25 juin 1923, à cause de leur refus de la main-mise des russes sur la jeune république.

### Carrière d'enseignant
Entre 1923 et 1924,  lors de ses 14 mois en exil à Moscou, Abdurrauf  Fitrat aurait travaillé à l'Institut Lazarev des langues orientales à Moscou, et aurait reçu plus tard le titre de professeur de l'Institut d'études orientales de l'Université de Petrograd (Saint-Pétersbourg), mais, selon Khalid, il n'existe aucune preuve documentaire de ces affirmations.
Après son retour en Asie centrale en septembre 1924, un différend éclate entre les anciens Jeunes Communistes de Tachkent autour d'Akmal Ikramov (en) et les anciens Jeunes Boukhariens autour de Fayzulla Xoʻjayev concernant cet intellectuel. Fayzulla Xoʻjayev soutient ouvertement l'essayiste qui, grâce à ce soutien, conserve sa liberté et peut publier ses écrits. Fitrat, de son côté, évite de s'impliquer sérieusement dans les affaires du nouvel État et refuse d'enseigner à l'Université communiste d'Asie centrale ou de travailler en permanence au Commissariat à l'éducation. 
Il enseigne dans plusieurs collèges de la RSS d'Ouzbékistan, après 1928 à l'Université de Samarkand. La même année, il entre au Conseil académique de la RSS d'Ouzbékistan. Comme historien de la littérature, il reste resté fidèle à ses propres convictions plutôt qu'au conformisme exigé par le Parti communiste, ce qui lui vaut de nombreuses critiques.
Abdurrauf Fitrat a écrit deux ouvrages traitant des langues turques d'Asie centrale (en 1927 et 1928), dans lesquels il nie la nécessité de séparer l'Asie centrale soviétique selon des lignes ethniques, allant à l'encontre de l'idéologie communiste de l'époque. 
Abdurrauf Fitra a écrit son dernier livre politiquement pertinent sur l'Emir Alim Khan en tadjik, en 1930. À partir de 1932, les écrivains doivent être membres de l'union des écrivains pour que leurs textes soient publiés. Abdurauf Fitrat, dont les écrits sont considérés comme subversifs,  est exclu de la presse et se consacre à l'enseignement. Malgré un titre de professeur de l'Institut de langue et de littérature de Tachkent, il perd de l'influence au milieu des années 1930 :  il est régulièrement attaqué par ses étudiants.  Sa dernière pièce, Toʻlqin ("la vague", 1936), était une protestation contre la pratique de la censure du régime communiste. 

### Arrestation et exécution

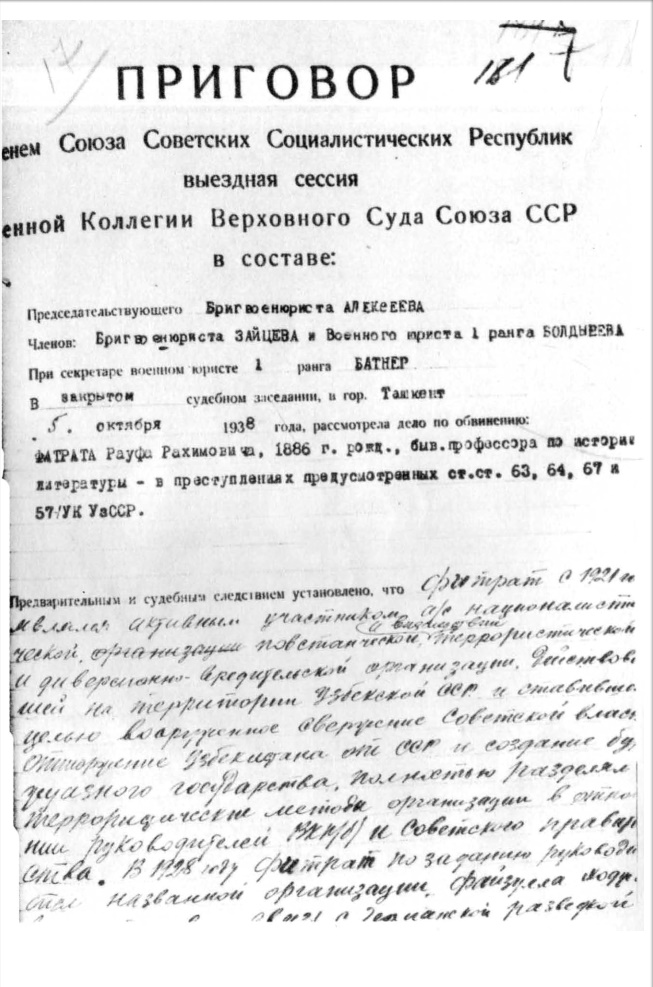
Condamnation à mort d'Abdurrauf Fitrat du 5 octobre 1938

La nuit du 23 avril 1937, le domicile de l'écrivain est perquisitionné par le NKVD et l'écrivain est le jour suivant.  Ce qu'il est advenu de lui à la suite de cette arrestation est resté confidentiel pendant 40 ans jusqu'à ce qu'une publication d'archives, à l'époque de la glasnost, révèlent les circonstances de sa disparition.
Soupçonné d'être membre d'une organisation nationaliste contre-révolutionnaire, Abdurrauf Fitrat est accusé d'avoir essayé de recruter de jeunes écrivains pour ses idées, d'avoir compilé des textes dans l'esprit du nationalisme contre-révolutionnaire et d'avoir lutté pour la séparation d'un État turc bourgeois de l'Union soviétique. Il est poursuivi comme "l'un des fondateurs et dirigeants du jadidisme nationaliste contre-révolutionnaire" et comme organisateur d'un "mouvement nationaliste pan-turc contre-révolutionnaire contre le parti et le gouvernement soviétique" selon les articles 67 et 66 (1) du code pénal de la RSS d'Ouzbékistan. Selon des dossiers secrets, il a craqué pendant l'interrogatoire et admet l'ensemble des crimes idéologiques dont on l'accuse.
Son procès se tient le 4 octobre 1938 et se termine par une condamnation à mort et la confiscation de tous ses biens. Des documents d'archives montrent que son exécution a eu lieu le 4 octobre 1938, la veille de sa condamnation officielle, le 5 octobre 1938.

## Héritage littéraire et perception
Les textes d'Abdurrauf Fitrat ont été interdits jusqu'à la mort de Staline comme ceux des autres lettrés ouzbeks victimes de la Grande Purge d'octobre 1938. Ils ont circulé néanmoins parmi les étudiants et les intellectuels. Durant la seconde guerre mondiale, la turcologue Annemarie von Gabain  publie un de ses textes en 1944 (Hind ixtilolchilari),  à des fins de propagande nazie antisoviétique,. 
Bien qu'il ait été réhabilité à titre posthume en 1956 grâce à l'activité du critique Izzat Sulton, la presse soviétique a continué à le critiquer pour son libéralisme et les Tadjiks pour ses tendances turcophiles. Presque toutes ses œuvres sont restées interdites jusqu'à la perestroïka. Pendant longtemps, il est considéré comme un nationaliste ouzbek ou turc. Bien que sa prose ait commencé à être reconnue par les spécialistes ouzbeks de la littérature dans les années 1960 et 1970 et que plusieurs de ses histoires aient été à nouveau publiées, des commentaires explicitement négatifs ont continué à circuler jusque dans les années 1980. Ce n'est qu'après 1989 que plusieurs œuvres d'Abdurauf Fitrat ont été imprimées dans des magazines et des journaux soviétiques.
La décolonisation et la dé-soviétisation ont conduit à la publication non censurée des œuvres de l'écrivain. En 1991, le gouvernement ouzbek lui a décerné le prix d'État de littérature en reconnaissance de sa contribution au développement de la littérature moderne ouzbèke et de l'identité nationale. Son idéal d'un Turkestan indépendant a reçu une nouvelle interprétation par l'intelligentsia ouzbèke anti-russe : c'est désormais son attitude critique envers le régime communiste est en avant. Selon Kara, l'élite littéraire ouzbèke minimise aujourd'hui les composantes pro-soviétiques de l'œuvre de Fitrat.
Outre les Ouzbeks, un certain nombre de Tadjiks revendiquent l'héritage littéraire de Fitrat pour eux-mêmes. Des auteurs comme Sadriddin Ayni et Mikhail Zand plaident en faveur de son importance dans le développement de la langue et de la littérature tadjike.
D'autres commentateurs tadjiks, cependant, ont condamné Fitrat pour sa tendance turcophile. Dans une interview en 1997, Muhammadjon Shakuri, professeur à l'Académie des Sciences du Tadjikistan, a qualifié d'erreur le fait que les intellectuels tadjiks aient adhéré à l'idée pan-turque et les a rendus responsables de la discrimination des Tadjiks lors du partage territorial de l'Asie centrale. Rahim Masov, un autre membre de l'Académie des sciences tadjikes, a qualifié Fitrat, Khodzhayev et Behbudiy de "traîtres tadjiks"
Le fait qu'en 1924 Hind ixtilolchilari (" Rebelles indiens ", 1923) ait reçu un prix du Commissariat du peuple azerbaïdjanais pour l'éducation prouve que les écrits de Fitrat étaient appréciés au-delà des limites de la Transoxiane. Selon la sœur de Fitrat, cette œuvre a été traduite en langues indiennes et mise en scène dans des théâtres en Inde. Son importance pour la lutte indienne pour la libération a été attestée par Jawaharlal Nehru. 

## Ses idées religieuses et politiques
Selon Hélène Carrère d'Encausse, Abdurrauf Fitrat fut le leader idéologique du mouvement jadidiste. Comme d'autres réformateurs, Fitrat s'intéresse aussi bien au passé glorieux de la Transoxiane qu'à l'état de dégradation qu'il observe à son époqueet dont les jadidistes prennent conscience grâce à leur séjour dans des pays étrangers. 
Comme son contemporain Jamāl al-Dīn al-Afghānī, Fitrat cherche les raisons de la décadence spirituelle et temporelle du monde musulman. De plus, tant al-Afghānī que Fitrat considèrent qu'il est du devoir des musulmans eux-mêmes de changer l'état actuel des choses. Abdurrauf Fitrat, qui connait bien le cas de Boukhara, pense que la raison de l'état de sa ville natale provient du développement de l'islam comme une religion pour les riches. Il propose une réforme du système éducatif libéré de l'ignorance et de la superstition, dans laquelle les individus sont au centre de l'attention,.
L'émirat de Boukhara est selon lui en proie à la corruption, l'abus de pouvoir et la violence. Il critique aussi bien les clercs (ulema) que le pouvoir temporel de l'émir et le peuple : alors que les clercs ont divisé et donc affaibli la communauté musulmane, les autres les ont suivis "comme des moutons ".
En 1921, il écrit qu'il y a trois sortes d'islam : la religion du Coran, la religion des oulémas et la foi des masses. Il qualifiait la dernière de superstition et de fétichisme, la seconde d'entravée par un légalisme désuet. Abdurrauf Fitrat rejette le principe du taqlid ; le savoir doit, selon lui, être confronté à la critique intellectuelle. De plus, cette connaissance doit être obtenue grâce à un effort raisonnable, et elle doit être utile à l'humanité dans la modernité. Il est contre le fait de s'en tenir à une scolastique qui n'est "d'aucune aide pour les humains dans le monde moderne". Selon lui, la tâche de régénérer la société musulmane passe par une rénovation spirituelle et une révolution politique et sociale. 
Citant un hadith selon lequel il est du devoir de chaque musulman de rechercher le savoir, il a défendu l'importance de l'éducation des femmes, afin qu'elles puissent transmettre ce savoir à leurs enfants. S'appuyant sur le Coran et sur des hadiths, il a parlé de l'importance de l'hygiène et a demandé que des enseignants russes ou européens soient recrutés pour une école de médecine à Boukhara. 
Les idées de Fitrat sur le bon musulman et le patriote sont, selon Carrère d'Encausse, étroitement liées les unes aux autres. De plus, il défend l'idée de l'unité de tous les musulmans, quelle que soit leur affiliation à l'islam chiite ou sunnite.
William Fierman, quant à lui, décrit Abdurauf Fitrat avant tout comme un patriote boukharien, qui a également une forte identité en tant que Turc et, de manière moins prononcée, en tant que musulman. Selon Fierman, dans la biographie d'Abdurrauf Fitrat, on peut identifier des contradictions entre l'identité pan-turque et l'identité ouzbèke : l'objectif principal de la politique linguistique ouzbèke de Fitrat était de garantir la pureté de la langue. Il ne voulait pas que cet idéal soit subordonné à l'unité turque. L'unité turque, selon Fitrat, ne pouvait être atteinte qu'en prenant la langue tchaghataï comme base d'une telle langue turque unifiée.
Alors que les idéologues soviétiques dénoncent le "chagataïsme" de Fitrat comme nationaliste, Edward A. Allworth voit en lui un internationaliste convaincu depuis son plus jeune âge>, contraint de renier ses opinions. 

## Œuvres
Edward A. Allworth a listé les Œuvres de l'écrivain rédigées entre 1911 et 1937. Cette liste contient 191 textes au cours des 27 années de travail. Allworth classe ces textes en cinq catégories : culture, économie, politique, religion et société, avec le résultat suivant : 
| Categorie | 1911–1919 | 1920–1926 | 1927–1937 | Total |
| --------- | --------- | --------- | --------- | ----- |
| Culture   | 24        | 48        | 50        | 123   |
| Economie  | 2         | 0         | 4         | 6     |
| Politique | 28        | 9         | 2         | 39    |
| Religion  | 7         | 1         | 5         | 13    |
| Société   | 9         | 0         | 1         | 10    |
| Total     | 70        | 59        | 62        | 191   |

Deux tiers des œuvres de Fitrat traitent du thème de la culture (au sens large), tandis qu'environ 20 % de ses textes traitent de questions politiques. La politique est même son principal centre d'intérêt jusqu'à la chute de l'émirat. Ces textes politiques sont liés à son engagement actif dans le mouvement jadid puis dans le gouvernement de la République soviétique populaire de Boukharan. 

Selon Allworth, la raison de la disparition quasi-complète des textes traitant d'enjeux sociaux et religieux après 1919 est liée aux restrictions de la liberté de la presse.
 (novembre 2022).

### Essais
- 1916: Rohbari najot
- 1916: Oila
- 1919: Sharq siyosati
- 1926: Adabiyot qoidalari
- 1927: Eng eski turkiy adabiyot namunalari
- 1927: Eski maktablarni nima qilish kerak?
- 1927: Oʻzbek klassik musiqasi va uning tarixi
- 1928: Oʻzbek adabiyoti namunalari
- 1929: Fors shoiri Umar Hayyom
- 1929: Chigʻatoy adabiyati
- 1934: Abulqosim Firdavsiy

### Drame, théâtre et poésie (sélection)
- 1911: Munozara
- 1911/12: Bayonoti sayyohi hindi
- 1916: Begijon
- 1916: Abu Muslim
- 1918: Temurning sogʻonasi
- 1920: Chin sevish
- 1923: Hind ixtilolchilari (Théâtre : Rebelles indiens)
- 1923: Qiyomat (Le Jugement dernier)
- 1923: Bedil (poème sur le sufi Qadir Bux Bedil (en))
- 1924: Shaytonning tangriga isyoni (La rébellion de Satan contre Dieu)
- 1924: Abulfayzxon
- 1926: Arslon
- 1927: Isyoni Vose
- 1928 : Zayid va Aynab (Zaid et Zainab)
- 1936: Toʻlqin (Théâtre : la Vague)